# 約帕爾

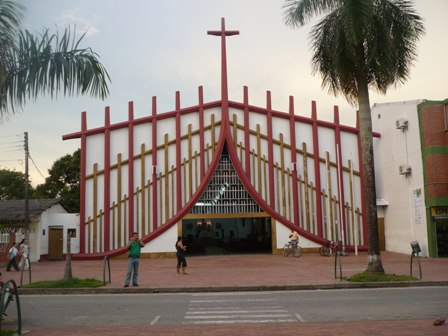

約帕爾是哥倫比亞的城市，位於該國東北部，也是卡薩納雷省的首府，距離首都波哥大335公里，面積2,771平方公里，海拔高度350米，2012年人口129,938。

## 外部連結
- （西班牙文） Yopal official website
- （西班牙文） La Voz de Yopal (Radio)